# Adelinde Cornelissen
Monique Adelinde Cornelissen (Beilen, 8 de julio de 1979) es una jinete neerlandesa que compitió en la modalidad de doma.
Participó en dos Juegos Olímpicos de Verano, obteniendo dos medallas en Londres 2012, plata en la prueba individual y bronce por equipos (junto con Anky van Grunsven y Edward Gal), y el cuarto lugar en Río de Janeiro 2016, por equipos.
Ganó tres medallas en el Campeonato Mundial de Doma, en los años 2010 y 2014, y nueve medallas en el Campeonato Europeo de Doma entre los años 2009 y 2013.

## Palmarés internacional
| Juegos Olímpicos   | Juegos Olímpicos           | Juegos Olímpicos  | Juegos Olímpicos      |
| Año                | Lugar                      | Medalla           | Categoría             |
| ------------------ | -------------------------- | ----------------- | --------------------- |
| 2012               | Londres (Reino Unido)      | Medalla de plata  | Individual            |
| 2012               | Londres (Reino Unido)      | Medalla de bronce | Por equipos           |
| Campeonato Mundial |                            |                   |                       |
| Año                | Lugar                      | Medalla           | Categoría             |
| 2010               | Lexington (Estados Unidos) | Medalla de oro    | Por equipos           |
| 2014               | Caen (Francia)             | Medalla de bronce | Individual (libre)    |
| 2014               | Caen (Francia)             | Medalla de bronce | Por equipos           |
| Campeonato Europeo |                            |                   |                       |
| Año                | Lugar                      | Medalla           | Categoría             |
| 2009               | Windsor (Reino Unido)      | Medalla de oro    | Individual (especial) |
| 2009               | Windsor (Reino Unido)      | Medalla de oro    | Por equipos           |
| 2009               | Windsor (Reino Unido)      | Medalla de plata  | Individual (libre)    |
| 2011               | Róterdam (Países Bajos)    | Medalla de oro    | Individual (especial) |
| 2011               | Róterdam (Países Bajos)    | Medalla de oro    | Individual (libre)    |
| 2011               | Róterdam (Países Bajos)    | Medalla de bronce | Por equipos           |
| 2013               | Herning (Dinamarca)        | Medalla de plata  | Por equipos           |
| 2013               | Herning (Dinamarca)        | Medalla de bronce | Individual (especial) |
| 2013               | Herning (Dinamarca)        | Medalla de bronce | Individual (libre)    |